# محمد يسر برنية
محمد يسر برنية (مواليد 1967) اقتصادي وسياسي سوري يشغل منصب وزير المالية في حكومة أحمد الشرع منذ 29 آذار 2025. كما يشغل منصب محافظ سوريا لدى البنك الدولي منذ 2 حزيران 2025. 

## ولادته وتحصيله
ولد محمد يسر برنية في دمشق (1386هـ/1967م) ، تلقى تعليمه في مدارس دمشق وتخرج من جامعة دمشق 1990م حاصل على إجازة في الاقتصاد،تابع دراساته العليا في الاقتصاد بالولايات المتحدة الأمريكية، حيث درس في جامعة ولاية كنساس في "ويتشيتا" وجامعة ولاية أوكلاهوما خلال الفترة ما بين 1990-1994.

## عمله ووظائفه
قبل توليه منصب وزير المالية، شغل برنية عدة مناصب قيادية ومؤثره أبرزها.تدرب في البنك الاحتياطي الفدرالي الأمريكي بنيويورك عام 1996، مما أكسبه خبرة عملية في أحد أهم الأنظمة المالية العالمية.
انضم إلى صندوق النقد العربي كخبير اقتصادي عام 1996.شغل عدة مناصب وأعمال في الصندوق خلال الفترة من 2009 وحتى 2024، منها مدير دائرة السياسات الاقتصادية.خلال عمله في الصندوق، ساهم في إعداد دراسات وأبحاث مهمة حول الشمول المالي وتطوير أنظمة الاستعلام الائتماني في الدول العربية.خلال الفترة ما بين 2004 و 2007، ساهم بشكل فعال في إنشاء هيئة الأوراق والأسواق المالية السورية وسوق دمشق للأوراق المالية، مما يعكس دوره في بناء البنية التحتية للقطاع المالي في سوريا.كان شريكاً مؤسساً في بنك الشام في سوريا، حيث امتلك 12,500 سهم في الشركة، مما يدل على مشاركته الفعالة في القطاع المصرفي التجاري.
تولى مسؤوليات أمين عام لمجلس محافظي المصارف المركزية العربية.شغل منصب أمين عام مجلس وزراء المالية العرب.شارك في عدد من اللجان الدولية التي عملت على وضع معايير عالمية، مما يعكس مكانته الدولية في المجال المالي والاقتصادي.وزير المالية (الحكومة الانتقالية) 29 مارس 2025م.محافظاً للجمهورية العربية السورية لدى البنك الدولي من تاريخ 2 حزيران 2025م.

## كتبه وآثاره
شارك في تأليف كتاب "الشمول المالي في الدول العربية: الجهود والسياسات والتجارب"، والذي يهدف إلى تعزيز النقاش حول سبل تعزيز الشمول المالي وزيادة الوعي به في الدول العربية.